# Ojan Detun
Ojan Detun is een bestuurslaag in het regentschap Flores Timur van de provincie Oost-Nusa Tenggara, Indonesië. Ojan Detun telt 519 inwoners (volkstelling 2010).